# 北角發電廠
北角發電廠是香港昔日一座火力發電廠，位於香港島北角電氣道，用以取代不敷應用的灣仔發電廠。選址在北角的原因，是因為當時的北角已是遠離市區的地點，而且地點沿海，方面循海路補給發電所需的燃料。工程早於1913年開始，但因第一次世界大戰影響，延至1919年夏天才運作。啟用初期，發電廠總發電量大約為3,000千瓦。發電廠前的道路，因發電廠而命名為電氣道，而附近的大強街也與發電廠有關。

## 歷史

### 二戰時期

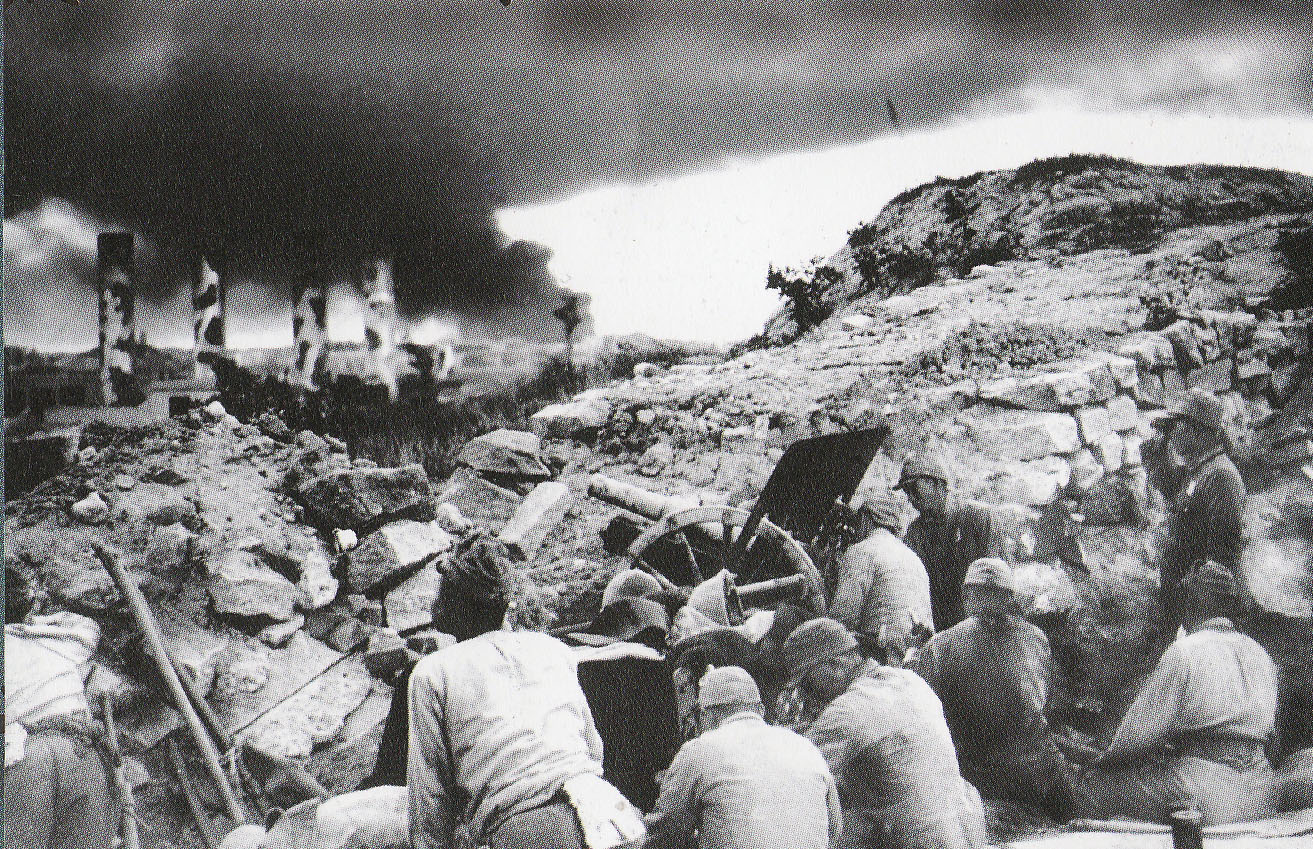
日軍第10獨立炮兵聯隊於1941年12月炮轟在北角發電廠的守軍防線，圖中有煙囪的建築物便是發電廠，同時可見北角發電廠的煙囪已漆上迷彩，這是因應二戰爆發及香港面對日軍入侵的防務措施之一

香港保衛戰中，在1941年12月13日九龙沦陷后，发电厂是抗击登陆日军的前线，不时被日军炮击。曉士兵團负责驻守发电厂，由百德新少校指挥，都是年过55岁的英国人或来自盟国或中立国的人，成员不乏曾参加波尔战争、第一次世界大战和西班牙内战等身经百战之人，其中22名为香港电灯公司雇员，7名为太古船坞的海军工程人员、17名为九龙沦陷后加入的中华电力公司技师、2名为自由法国军官、6名为自由法国士兵。在1941年12月18日晚上，日军230联队登陆北角发电厂一带，北角发电厂一直坚守，以至于第230联队要改行向南往赛西湖前进。日军第229联队第1大队接替包围北角发电厂，唯守军一直负隅顽抗，令日军死伤尉官各一，与浅水湾酒店和赤柱一样成了港岛上英军坚守的重要据点。

### 戰後擴建及關閉
發電廠在香港日佔時期受到破壞，經過戰後的修葺及多次擴建，發電廠能夠應付香港島在1950年代的電力需求。1966年，發電廠總發電量達到34兆瓦。
隨著城市發展，北角已融入為市區的一部份，北角發電廠也影響附近的環境。因此，香港電燈於1968年興建鴨脷洲發電廠，並於1978年正式關閉北角發電廠。北角發電廠原址則發展為現在的大型私人屋苑城市花園。

## 事故
1977年3月25日，北角發電廠發生火警，引致中區至柴灣一帶一度大停電。

## 外部連結
- 港燈電力投資有限公司歷史